# ديفيد بيرسفورد (صحفي)
ديفيد بيرسفورد (بالإنجليزية: David Beresford)‏ هو صحفي جنوب أفريقي، ولد في 1 يوليو 1947 في جوهانسبرغ في جنوب أفريقيا، وتوفي بنفس المكان في 22 أبريل 2016 بسبب مرض باركنسون.